# 小行星6269
小行星6269（英語：6269 Kawasaki）是一颗围绕太阳公转的小行星。1990年10月20日，浦田武在清水町发现了此天体。
这颗小行星的绝对星等为183.80738等。